# ویرتکس
ویرتکس (انگلیسی: Vertex Inc) شرکت نرم‌افزار آمریکایی است، که در سال ۱۹۷۸ تأسیس شد.